# Engelberga Provansalska
Gospa Engelberga (francuski: Engelberge) (o. 877. – 919.) bila je franačka plemkinja, grofica Berryja, Mâcona, Limousina i Lyona te vojvotkinja Akvitanije.
Bila je kći kralja Bosa, vladara Provanse. Preko njega je bila unuka Bivina te nećakinja Rikarda i kraljice Richilde. Tetak joj je bio kralj Karlo II. Ćelavi.
Majka joj je bila gospa Ermengarda Talijanska.
Engelberga je 878. zaručena za kralja Karlomana, brata Luja III. Do braka nije došlo te se udala prije 898. godine za Vilima I., vojvodu Akvitanije.
Poslije je postala časna sestra.

## Djeca
- Boso[4]
- kći?